# 克里斯·格雷厄姆
克里斯·格雷厄姆（英語：Chris Graham，1900年3月18日—1986年5月24日），加拿大男子拳击运动员。他曾代表加拿大参加1920年和1924年夏季奥林匹克运动会拳击比赛，其中1920年奥运会获得一枚银牌。